# António Melo
António Melo (Fundão, 7 de Setembro de 1943) é um jornalista português.
Licenciou-se em Jornalismo pela Universidade Livre de Bruxelas. Trabalhou em "O Século", "O Diário", "Expresso" e "Público".